# Hoplapoderus gemmatus
Hoplapoderus gemmatus es una especie de coleóptero de la familia Attelabidae.

## Distribución geográfica
Habita en Camboya, China, India, Indonesia,  Japón, Corea, Laos, Birmania, Rusia y  Vietnam.